# Distretto di Lalaua
Il distretto di Lalaua è un distretto del Mozambico, facente parte della Provincia di Nampula.